# Prosopochoeta fidelis
Prosopochoeta fidelis là một loài ruồi trong họ Tachinidae.